# Crepidotus mollis
Crepidotus mollis (Schaeff.) Staude, Schwämme Mitteldeutschl. 25: 71 (1857)
Il Crepidotus mollis è un fungo appartenente alla famiglia delle Cortinariaceae.

## Descrizione della specie
Cappello
A mensola reniforme, quasi sessile; grigio-olivastro, con sfumature giallastre, poi biancastro a sfumature gialline.
Lamelle
Convergenti verso la base, spesso ramificate; color biancastre, poi bruno pallido.
Gambo
Piccolissimo, laterale, talvolta coperto da una rada peluria.
Carne
Molle, con cuticola vischiosa
- Odore: nullo.
- Sapore: dolce.

Spore

Ellittiche, ocra-brune in massa, 6-9 x 4,5-6,0 µm.

## Habitat
Cresce isolato o a gruppi su tronchi, rami e segatura, dalla primavera all'inizio dell'inverno.

## Commestibilità
Discreta, ma di valore non rilevante.

## Sinonimi e binomi obsoleti
- Agaricus mollis Schaeff., Fungorum qui in Bavaria et Palatinatu circa Ratisbonam nascuntur 4: 49 (1774)
- Agaricus ralfsii Berk. & Broome, Ann. Mag. nat. Hist., Ser. 5 12: 372 (1883)
- Crepidopus mollis (Schaeff.) Gray, A Natural Arrangement of British Plants (London) 1: 616 (1821)
- Crepidotus ralfsii (Berk. & Broome) Sacc., Sylloge fungorum (Abellini) 5: 881 (1887)

## Etimologia
Generedal latino crépida = sandalo e dal greco oûs, otós = orecchio, con orecchio a forma di sandalo, per la forma del cappello.
Speciedal latino mollis = morbido, per la morbidezza della sua carne.